# Isola di Ticao
L'isola di Ticao è un'isola delle Filippine con una superficie totale di 334 km². È una delle tre isole maggiori della provincia di Masbate. Le altre due isole maggiori sono l'isola di Masbate (3.290 km²) e l'isola di Burias (424 km²).
L'isola è divisa nei comuni di Batuan, Monreal, San Fernando e la città madre, San Jacinto.
L'isola di San Miguel si trova poco a nord dell'isola di Ticao.

## Ritrovamenti archeologici
L'isola di Ticao è conosciuta per i ritrovamenti archeologici: migliaia di manufatti precoloniali come la pietra Rizal con iscrizione in Baybayin, vasi funerari di vari modelli e dimensioni, perle di giada, statue rupestri con volti umani . Gran parte delle case dell'isola di Ticao utilizzano questi reperti archeologici per i propri interni.

## Fauna
L'isola è un luogo per la conservazione delle mante. L'isola possiede anche una "sottospecie rara" del cinghiale dalle verruche delle Visayas, che è quasi sull'orlo dell'estinzione. Il Penelopides panini ticaensis, o bucero di Ticao, era una sottospecie del bucero delle Visayas (Penelopides panini) noto per essere presente solo nell'isola di Ticao. Probabilmente è estinto nell'isola a causa della deforestazione e della conversione dell'habitat.